# خبز العملاق
خبز العملاق (بالإنجليزية: Giant's Bread) هي أول رواية تنشرها الكاتبة البريطانية أجاثا كريستي تحت الاسم المستعار ماري ويستماكوت. صدرت الطبعة الأولى في المملكة المتحدة عن دار ويليام كولنز وأبناؤه في أبريل 1930، وفي الولايات المتحدة لاحقًا نفس العام عن دابلداي. تميزت الرواية بتجريبها موضوعات غير مألوفة في أعمال كريستي البوليسية، مركزة على الصراع بين الفن والواقعية الاجتماعية.

## ملخص الحبكة

### الإطار الزمني
تدور الأحداث في فترتين:
1. **ما بعد الحرب العالمية الأولى**: افتتاح دار أوبرا لندن بعرض أوبرا "العملاق".
2. **العصر الفيكتوري المتأخر**: طفولة وشباب البطل **فيرنون داير**.

### الشخصيات الرئيسية
- **فيرنون داير**: عازف بيانو موهوب يكره الموسيقى بسبب صدمة طفولة ("الوحش").[3]
- **نينا**: عمة فيرنون الفنية، تمثل الصراع بين الفن والالتزامات الاجتماعية.

### الحبكة
يُصعق الجمهور بأوبرا "العملاق" الحداثية، بينما يشكك الناقد **كارل بورمان** في هوية المؤلف المجهول "بوريس غرون".  تكشف الرواية:
- تضحية فيرنون بالفن من أجل الواجب العائلي
- إعادة اختراع هويته بعد الحرب
- الثمن البشري للعبقرية الفنية[2]

## الموضوعات
1- فقدان الهوية تشظية الشخصية بعد الصدمة
3. **النقد الفني**: صدام بين المحافظين والحداثيين

## الاستقبال النقدي
أشاد النقاد بعمق التحليل النفسي:
- نيويورك هيرالد تريبيون: "سرد مؤثر يستكشف الثمن الخفي للعبقرية"

## طبعات حديثة
أعادت دار هاربر كولنز نشر الرواية عام 2001 ((ردمك 0006513840)).

## وصلات خارجية
- الصفحة الرسمية على موقع أجاثا كريستي